# Paul Urkijo Alijo
Paul Urkijo Alijo (Vitòria, 22 de juny de 1984) és un guionista i cineasta alabès.

## Carrera
El 2017 va presentar Errementari, el seu primer llargmetratge, al L Festival Internacional de Cinema Fantàstic de Catalunya. La pel·lícula, ambientada en un poble d'Araba durant el període de la Primera guerra carlina, va ser gravada en basc alabès amb l'ajuda del lingüista Koldo Zuazo. Esperonat per l'èxit de la pel·lícula, el 2022 va rodar Irati, rodada en basc antic i de caràcter èpic similar a El Senyor dels Anells. Als XXXVII Premis Goya va obtenir cinc nominacions (millor guió adaptat, millor música, millor cançó, millor vestuari i millors efectes especials), tot i que no en va guanyar cap.
També és cantant del grup de música metal Hortzak i el 2021 van publicar el disc Heriotza ala hil.

## Filmografia
- Errementari (2017)
- Dar-Dar (2020; film laburra)
- Irati (2022)

## Discografia

### Hortzak
- Heriotza ala hil (2021, autoproducció)